# Orašac
För andra betydelser, se Orašac (olika betydelser).
Orašac (serbiska: Орашац) är en by i kommunen Aranđelovac, Serbien. Orašac är en historiskt mycket betydelsefull plats. I byn som ligger 6 km från Aranđelovac startade 1804 det första serbiska upproret mot turkarnas 350-åriga ockupation av Serbien. En kyrka samt ett minnesmärke av händelsen är resta i byn. 
Den 15 februari varje år uppmärksammas årsdagen och Serbiens blickar vänds mot Orašac. Tusentals serber samlas på kullarna kring byn där slaget ägde rum för att fira den dag då den moderna serbiska staten grundades och Karađorđe Petrović valdes till att leda upproret. Karađorđe Petrović är stamfader till Huset Karađorđević.
Nära byn ligger ett kloster tillägnat Sankt Mikael.

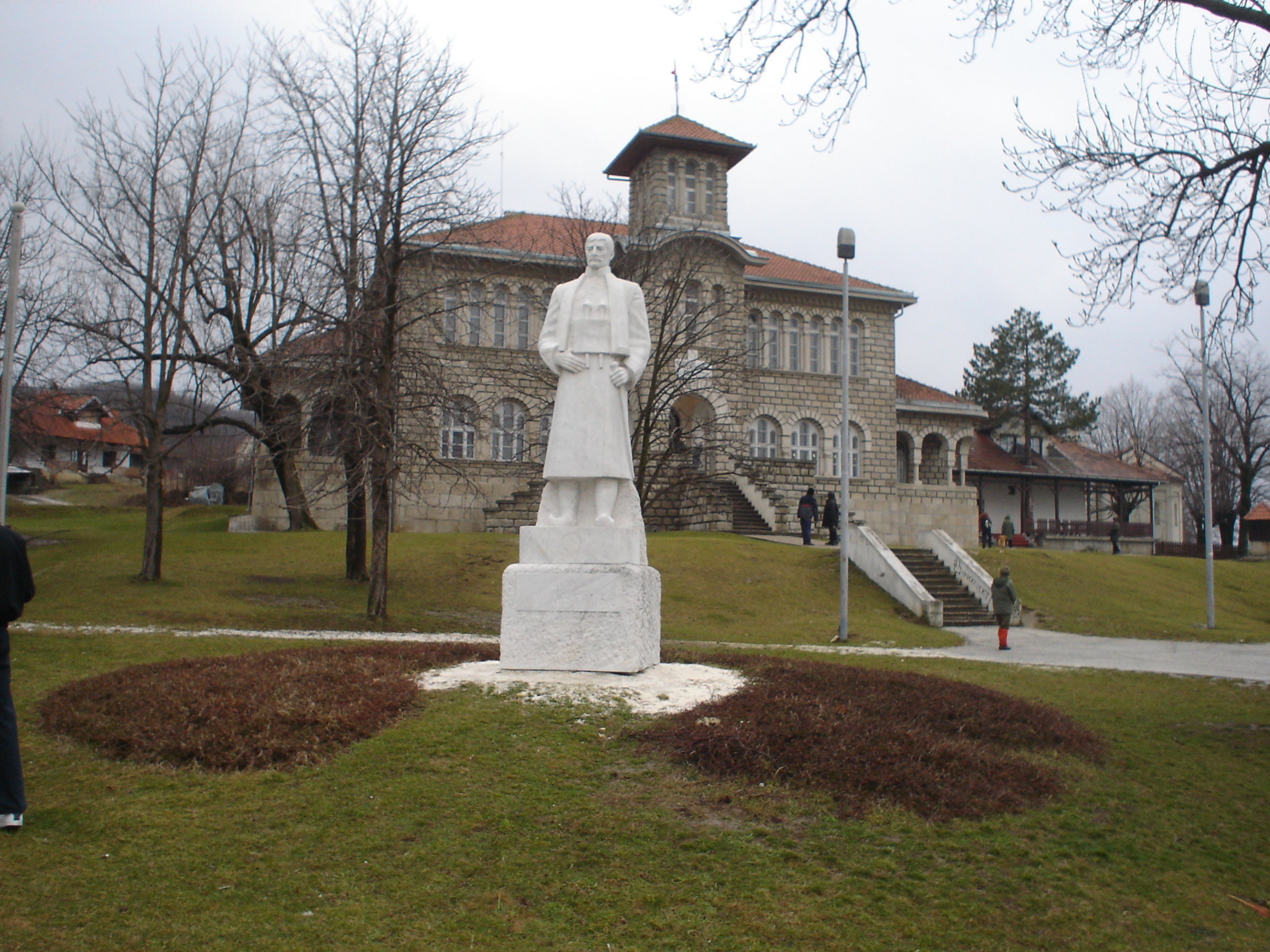
Karađorđe-monumentet
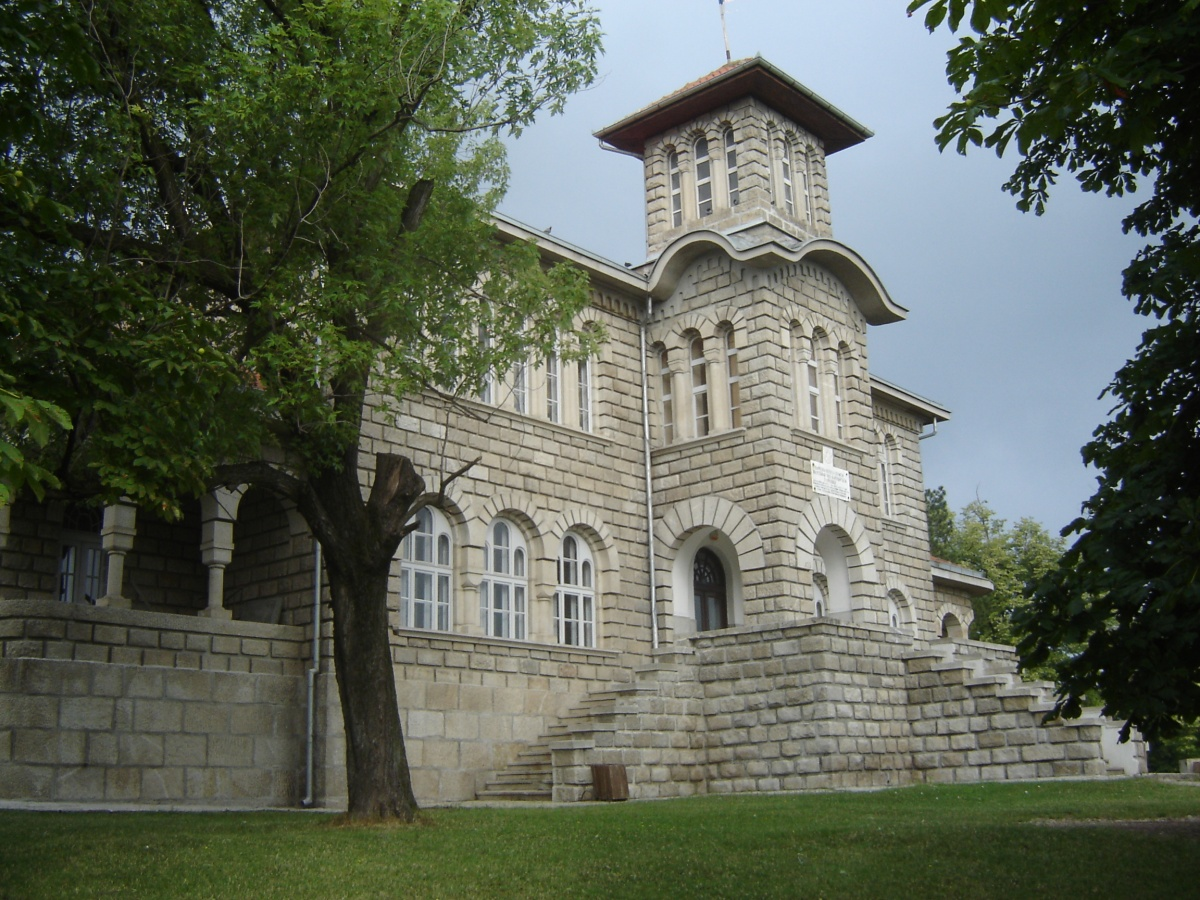
Orašacs Skola
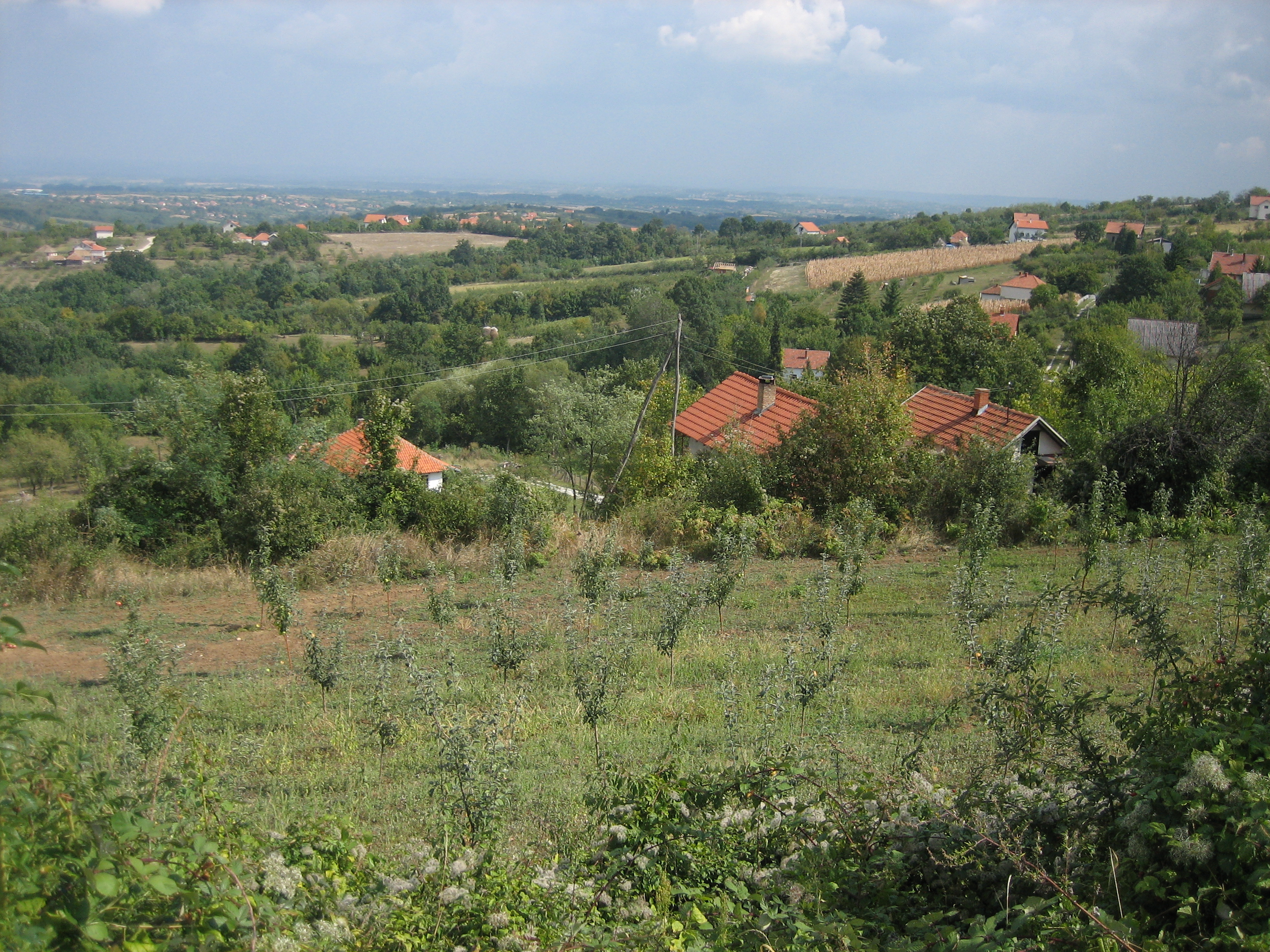
Orašacs landsbygd
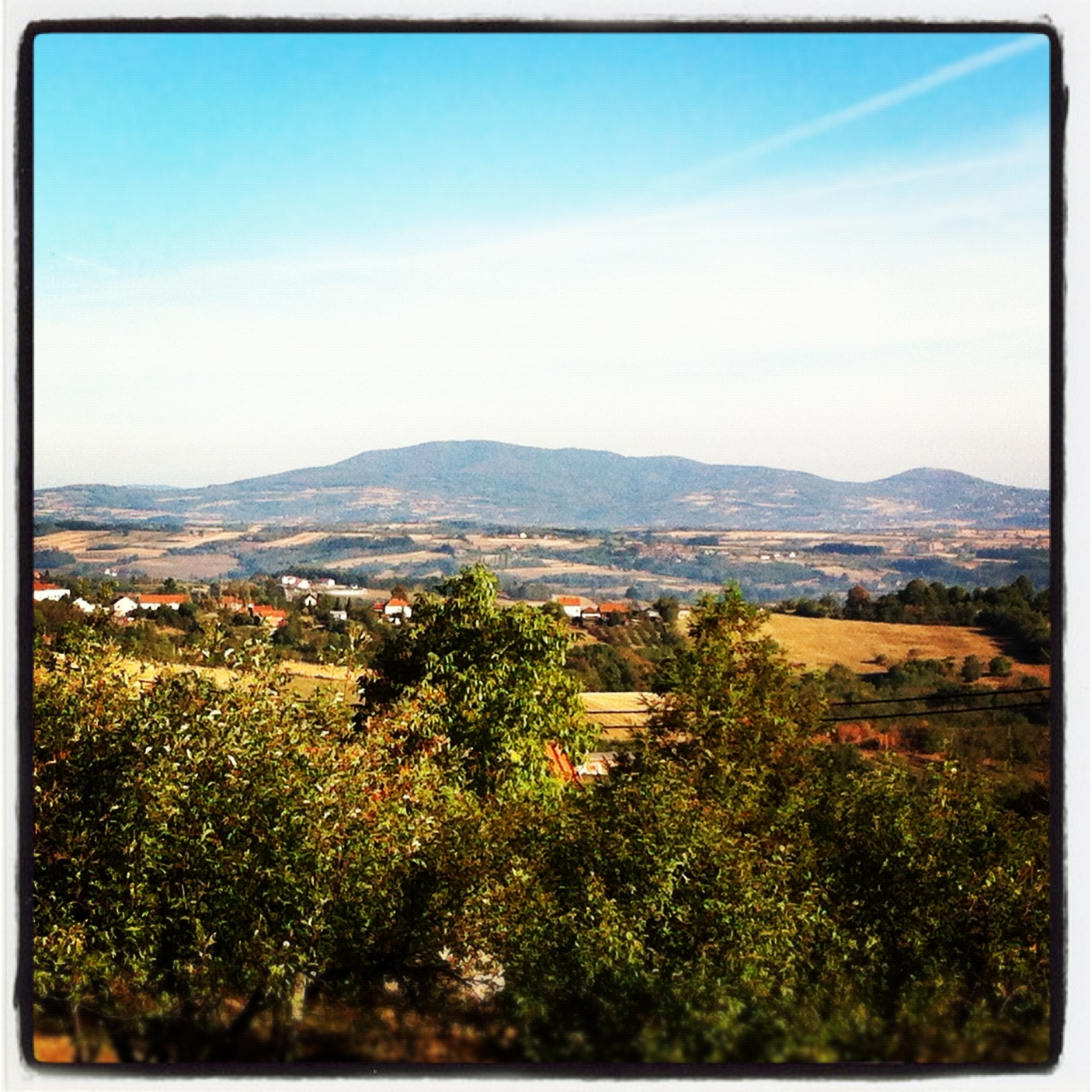
Orašacs landsbygd